# Lac Inawashiro
Le lac Inawashiro (猪苗代湖, Inawashiro-ko) est un des plus grands lacs du Japon.

## Géographie
Ce lac possède des eaux d'un bleu particulièrement profond. Il est situé au centre de la préfecture de Fukushima et au sud du mont Bandai et près du mont Nekomadake. La ville d'Inawashiro est située sur la rive nord du lac.